# 2590 Mourão
2590 Mourão este un asteroid din centura principală, descoperit pe 22 mai 1980, de Henri Debehogne.